# Encarsia leucaspidis
Encarsia leucaspidis is een vliesvleugelig insect uit de familie Aphelinidae. De wetenschappelijke naam is voor het eerst geldig gepubliceerd in 1912 door Mercet.